# بالتازار شوارتم
بالتازار شوارتم (انگلیسی: Balthasar Schwarm؛ زادهٔ ۱۱ سپتامبر ۱۹۴۶) لژسوار اهل آلمان است.